# Сент Пол (Антигва и Барбуда)
Сент Пол (енгл. Saint Paul) или Свети Павле, једна је од осам територијалних јединица државе Антигва и Барбуда. 
Округ се налази на југу острва Антигва и укључује насеље Форт Беркли које се налази у Националном парку „Докјард Нелсон“. Округ такође укључује и локалитете: Либерта, Бедесда, Баркиз, Кристијан Хил, Делапс, Фалмут, Инглиш Харбур и други.
Округ Сент Пол обухвата укупну површину од 45,27 km² и има око 7.979 становника (Попис из 2011. године). Административно седиште округа се налази у насељу Фалмут.